# Манакири

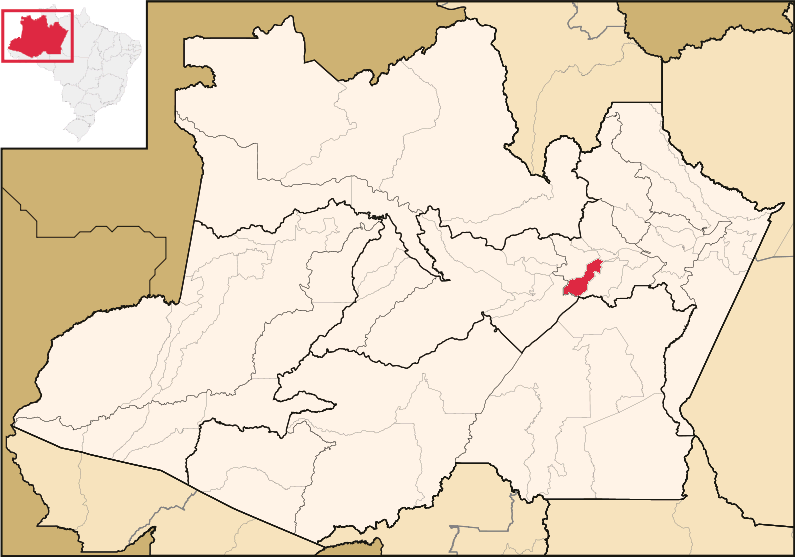
Манакири на карте штата.

Манакири (порт. Manaquiri)  —  муниципалитет в Бразилии, входит в штат Амазонас. Составная часть мезорегиона Центр штата Амазонас. Входит в экономико-статистический  микрорегион Манаус. Население составляет 22 801 человек на 2010 год. Занимает площадь 3975,77 км². Плотность населения — 5,73 чел./км².

## Границы
Муниципалитет граничит:
- на северо-востоке —  муниципалитет Ирандуба
- на юго-востоке —  муниципалитет Карейру
- на юго-западе —  муниципалитет Берури
- на северо-западе —  муниципалитет Манакапуру

## Демография
Согласно сведениям, собранным в ходе переписи 2010 г. Национальным институтом географии и статистики (IBGE), население муниципалитета составляет:
| Полное население                               | Полное население                               | Полное население                               | Полное население                               | 22 801 |
| ---------------------------------------------- | ---------------------------------------------- | ---------------------------------------------- | ---------------------------------------------- | ------ |
| в том числе:                                   | Городское население                            | 7062                                           | Процент городского населения, %                | 30,97  |
|                                                | Сельское население                             | 15 739                                         | Процент сельского населения, %                 | 69,03  |
|                                                | Мужское население                              | 11 744                                         | Процент мужского населения, %                  | 51,51  |
|                                                | Женское население                              | 11 057                                         | Процент женского населения, %                  | 48,49  |
| Плотность населения, чел/км²                   | Плотность населения, чел/км²                   | Плотность населения, чел/км²                   | Плотность населения, чел/км²                   | 5,73   |
| Население муниципалитета в % к населению штата | Население муниципалитета в % к населению штата | Население муниципалитета в % к населению штата | Население муниципалитета в % к населению штата | 0,65   |

По данным оценки 2015 года, население муниципалитета составляет 28 413 жителей.

## Важнейшие населенные пункты
| № | Населённый пункт | Населённый пункт (порт.) | Категория | Население чел. (2010) | На карте                       |
| - | ---------------- | ------------------------ | --------- | --------------------- | ------------------------------ |
| 1 | Манакири         | Manaquiri                | город     | 7062                  | 3°25′50″ ю. ш. 60°27′34″ з. д. |
| 2 | Барру-Алту       | Barro Alto               | поселок   | 417                   | 3°23′58″ ю. ш. 60°25′32″ з. д. |
| 3 | Жанауака         | Janauacá                 | поселок   | 303                   | 3°21′44″ ю. ш. 60°12′32″ з. д. |